# Werner von Gilsa
Werner Albrecht Freiherr von und zu Gilsa, medeheer op Unterhof Gilsa en van Zimmersrode (Berlijn, 4 maart 1889 - Teplitz, 8 mei 1945) was een Duitse officier en General der Infanterie tijdens de Tweede Wereldoorlog. Hij was de laatste Kampfkommandant van Dresden.

## Leven
Werner von Gilsa stamt uit een oud Hessisch adellijk geslacht, von und zu Gilsa. Zijn ouders waren de Generalmajor Karl von und zu Gilsa (1854-1913) en zijn vrouw Leonie Agathe Kunigunde Charlotte Amalie von Wallmoden (1862-1937).
Op 19 maart 1908 trad hij als Fähnrich in dienst van het Pruisische leger, en werd bij het Garde-Füsilier-Regiment geplaatst. Na het volgen van een opleiding aan de Kriegsschule (militaire school), werd hij op 19 augustus 1909 tot Leutenant bevorderd.

### Eerste Wereldoorlog
Na het begin van de Eerste Wereldoorlog, trok Gilsa vanaf 11 oktober 1914 als Zugführer (pelotonscommandant) met zijn regiment naar het front. Gilsa werd ook als compagniecommandant in zijn regiment ingezet. Vanaf 10 december 1914 werd hij als ordonnansofficier in de regimentsstaf ingezet. Vanaf 15 februari 1915 was hij als regimentsadjudant in zijn regiment werkzaam. Op 24 juli 1915 werd hij tot Oberleutnant bevorderd. Als brigadeadjudant werd Gilsa op  15 juli 1918 tot Hauptmann bevorderd.
Gilsa was inmiddels met de beide klassen van het IJzeren Kruis 1914 onderscheiden. Hij was ook met het ridderkruis van de Huisorde van Hohenzollern met zwaarden onderscheiden.
In 1917 trouwde hij met de adellijke, ongetitelde Sidonie von Kerssenbrock, vrouwe op Hof Wierborn (1896-1973), met wie hij drie dochters en twee zonen kreeg; beide zonen (Albrecht en Werner) sneuvelden respectievelijk op 4 juli 1941 en op 26 augustus 1944 als Leutnants.

### Interbellum
Na de oorlog werd Gilsa in de Reichswehr overgenomen. In het voorjaar van 1920 kwam in het 100.000 man sterke Reichsheer van de Reichswehr, Reichswehr-Infanterie-Regiment 115 ingezet. Bij het opbouwen van de Reichsheer van de Reichswehr, werd hij als compagniechef van het 5. (Preuß.) Infanterie-Regiment ingezet. Tussen 1924 en 1927 was hij chef van de 8e (MG) compagnie van het 5. (Preuß.) Infanterie-Regiment. Op 1 oktober 1930 werd Gilsa tot adjudant bij de commandant van de militair oefenterrein Döberitz benoemd. Als gevolg van zijn benoeming tot adjudant, werd hij op 1 juni 1931 tot Major bevorderd.
Op 1 april 1934 werd Gilsa tot commandant van het 1e bataljon van het 6e Infanterieregiment in Lübeck benoemd. Als zodanig werd hij op 1 september 1934 tot Oberstleutnant bevorderd. Door de verdere ontwikkeling van de Reichswehr, werd hij op 15 oktober 1935 tot commandant van het Wachregiment Berlin benoemd. In de zomer van 1936 werd Gilsa tot commandant van het olympische dorp benoemd. Vanaf 6 oktober 1936 tot 1 februari 1941 tot commandant van het 9e Infanterieregiment in Potsdam benoemd. Op 1 maart 1937 werd hij tot Oberst bevorderd.

### Tweede Wereldoorlog
Met het 9e Infanterieregiment nam hij aan de Poolse Veldtocht deel. Gilsa was met de beide klassen van het Herhalingsgesp bij IJzeren Kruis 1939 onderscheiden. In het voorjaar van 1940 nam hij met zijn regiment aan de Slag om Frankrijk deel. Hij slaagde erin enkele Maasbruggen bij Charleville intact in bezit te nemen, wat een beslissende bijdrage leverde aan het succes van de Duitse opmars. Voor deze prestaties werd Gilsa op 5 juni 1940 als Oberst met het Ridderkruis van het IJzeren Kruis onderscheiden. Op 1 februari 1941 gaf hij zijn commando weer over, en werd in het Führerreserve (OKH) geplaatst. Dezelfde dag nog werd hij tot Generalmajor bevorderd. Op 1 april 1941 werd hij tot commandant van de 216. Infanterie-Division  (216e Infanteriedivisie) benoemd. Tijdens de winter van 41/42 werd de divisie naar het Oostfront verplaatst. Voor de verdediging van de vesting Suchinitschi (Centraal Federaal District), werd Gilsa op 24 januari 1942 met het Eikenloof bij zijn Ridderkruis van het IJzeren Kruis onderscheiden. Op 1 oktober 1942 werd hij tot Generalleutnant bevorderd. Vanaf 5 mei 1943 tot 11 juni 1943 was hij in het Führerreserve geplaatst. Vanaf 11 juni 1943 was hij mit der Führung beauftragt (m. d. F. b.)  (vrije vertaling: met het leiderschap belast) van het LXXXIX. Armeekorps  (89e Legerkorps) belast. Op 1 juli 1943 werd hij tot General der Infanterie bevorderd en tegelijk tot commandant van het 89e Legerkorps benoemd. Vanaf 1 december 1944 tot 8 maart 1945 zat hij in het Führerreserve. Op 23 november 1944 werd hij teruggeroepen omdat hij tijdens het eerste proces tegen de generaals van het Complot van 20 juli 1944, zijn ontslag als bijzitter bij het Volksgerichtshof had verklaard. Aanvankelijk met verlof wegens vermeende gezondheidsproblemen, ontving hij zijn „Frontbewährung“, en werd met ingang van 15 maart benoemd tot Kampfkommandant van Dresden. Om ervoor te zorgen dat de bevolking in de stad bleef, beval Gilsa dat "elke man, elke vrouw, evenals meisjes en jongens vanaf 14 jaar" aan de dagelijkse schansarbeid moesten deelnemen. Nadat het slotoffensief van het Rode Leger was begonnen, nam Gilsa aan een aanval ter ontlasting van de ingesloten stad Bautzen deel, waarmee hij zijn bevoegdheden overschreed. Na de val van Berlijn, kreeg hij het bevel de "vesting van Dresden" te verlaten en zich met zijn troepen  in de bergen terug te trekken. Gilsa gaf bevel om de Elbebruggen te vernietigen, maar het Blaues Wunder bleef ongedeerd en stelde het Rode Leger in staat snel op te rukken. Vanaf 5 mei 1945 tot 8 mei 1945 was hij commandant van het Korps Gilsa. Op 8/9 mei 1945 pleegde Gilsa bij Teplitz zelfmoord. Andere bron vermeld: dat Gilsa op 5 mei 1945 nadat hij krijgsgevangen genomen was is doodgeschoten.

## Militaire carrière
- General der Infanterie: 1 juli 1943[2][11][13][14]
- Generalleutnant: 1 oktober 1942[2][4][11][13][15]
- Generalmajor: 1 februari 1941[2][11][13][15]
- Oberst: 1 maart 1937[2][11][13]
- Oberstleutnant: 1 september 1934[2][11][13]
- Major: 1 juni 1931[2][11][13]
- Hauptmann:  15 juli 1918[2][11][13]
- Oberleutnant: 24 juli 1915[2][13]
- Leutnant: 19 augustus 1909[2][13]
- Fähnrich: 19 november 1908[2]
- Charakter als Fähnrich: 19 maart 1908[13][2][11]

## Onderscheidingen
Selectie:
- Ridderkruis van het IJzeren Kruis met Eikenloof (nr.68) op 24 januari 1942 als Generalmajor en Commandant van de 216e Infanteriedivisie[11][12][13][14][16]
- Ridderkruis van het IJzeren Kruis (nr.42) op 5 juni 1940 als Oberst en Commandant van het 9e Infanterieregiment[11][12][13][14][16]
- IJzeren Kruis 1914, 1e Klasse[13] (14 mei 1915[16]) en 2e Klasse[13] (18 oktober 1914[16])
- Herhalingsgesp bij IJzeren Kruis 1939, 1e Klasse[13] (21 oktober 1939[16]) en 2e Klasse[13] (14 september 1939[16])
- Ridderkruis in de Huisorde van Hohenzollern met zwaarden[13]
- Erekruis voor Frontstrijders in de Wereldoorlog[16]
- Hanseatenkruis Hamburg[16]
- Ereridder in de Hospitaalorde van Sint-Jan[2]